# بیست و یکمین دوره جوایز اسکار
بیست و یکمین دوره مراسم اعطای جوایز اسکار (انگلیسی: 21th Academy Awards) در روز ۲۴ مارس ۱۹۴۹ در آکادمی تئاتر، هالیوود، لوس آنجلس برگزار شد. در این مراسم بهترین فیلم‌های سال ۱۹۴۸ جهان به انتخاب آکادمی علوم و هنرهای تصاویر متحرک جایزه گرفتند.
رابرت مونتگومری مجری این مراسم بود.

## جوایز
| جایزه اسکار بهترین فیلم | جایزه اسکار بهترین کارگردانی |
| --- | --- |
| - لارنس الیویه برای یونیورسال استودیوز و رنک اورگانیزیشن – هملت - جری والد برای وارنر برادرز – جانی بلیندا - مایکل پاول و امریک پرسبرگر برای Eagle-Lion Films و رنک اورگانیزیشن – کفش‌های قرمز - آناتول لیتواک و رابرت باسلر برای فاکس قرن بیستم – گودال مار - هنری بلنکه برای وارنر برادرز – گنج‌های سیرا مادره | - جان هیوستون – گنج‌های سیرا مادره - آناتول لیتواک – گودال مار - ژان نگولسکو – جانی بلیندا - لارنس الیویه – هملت - فرد زینمان – جستجو                                                                                           |
| جایزه اسکار بهترین بازیگر نقش اول مرد | جایزه اسکار بهترین بازیگر نقش اول زن |
| - لارنس الیویه – هملت - لو آیرس – جانی بلیندا - مونتگومری کلیفت – جستجو - دن دیلی – وقتی عزیزم به من لبخند می‌زند (فیلم) - کلیفتون وب – زیبا نشسته | - جین وایمن – جانی بلیندا - اینگرید برگمن – ژاندارک - اولیویا دی هاویلند – گودال مار - آیرین دان – به یاد می‌آورم مادر - باربارا استانویک – متاسفم، شماره اشتباه است                                                            |
| جایزه اسکار بهترین بازیگر نقش مکمل مرد | جایزه اسکار بهترین بازیگر نقش مکمل زن |
| - والتر هیوستون – گنج‌های سیرا مادره - چارلز بیکفورد – جانی بلیندا - خوزه فرر – ژاندارک - اسکار هومولکا – به یاد می‌آورم مادر - سسیل کلاوای – شانس ایرلندی (فیلم ۱۹۴۸) | - کلر تروور – کی لارگو - باربارا بل گدس – به یاد می‌آورم مادر - الن کوربی – به یاد می‌آورم مادر - اگنس مورهد – جانی بلیندا - جین سیمونز – هملت                                                                                   |
| جایزه اسکار بهترین داستان | جایزه اسکار بهترین فیلم‌نامه اقتباسی |
| - جستجو – ریچارد شوایتزر و دیوید وکسلر - داستان لویزیانا – رابرت فلاهرتی، and Frances Flaherty - شهر عریان – Malvin Wald - رودخانه سرخ – Borden Chase - کفش‌های قرمز – امریک پرسبرگر | - گنج‌های سیرا مادره – جان هیوستون - ماجرای خارجی – چارلز براکت، بیلی وایلدر و ریجارد ال. برین - جانی بلیندا – Irma von Cube and Allen Vincent - جستجو – ریچارد شوایتزر و دیوید وکسلر - گودال مار – Frank Partos و Millen Brand |
| جایزه اسکار بهترین فیلم مستند | جایزه اسکار بهترین فیلم مستند (کوتاه) |
| - سرزمین سری – Orville O. Dull - The Quiet One – Janice Loeb | - Toward Independence - Heart to Heart - Operation Vittles |
| جایزه اسکار بهترین فیلم کوتاه | جایزه اسکار بهترین فیلم کوتاه |
| - Symphony of a City – Edmund H. Reek - Annie Was a Wonder – Herbert Moulton - Cinderella Horse – Gordon Hollingshead - So You Want to Be on the Radio – Gordon Hollingshead - You Can't Win – پیت اسمیت | - جزیره فک (فیلم) – والت دیزنی - Calgary Stampede – Gordon Hollingshead - Going to Blazes – Herbert Morgan - Samba-Mania – هری گری - Snow Capers – Thomas Head                                                                 |
| جایزه اسکار بهترین پویانمایی کوتاه | |
| - The Little Orphan – فرد کوئیمبی - میکی و فک – والت دیزنی - Mouse Wreckers – Edward Selzer - Robin Hoodlum – یوپی‌ای - چای برای دویست نفر – Walt Disney | |
| جایزه اسکار بهترین موسیقی فیلم | جایزه اسکار بهترین موسیقی فیلم |
| - کفش‌های قرمز – برایان ایسدیل - هملت – ویلیام والتون - ژاندارک – هوگو فریدهوفر - جانی بلیندا – ماکس اشتاینر - گودال مار – آلفرد نیومن | - رژه عید پاک (فیلم) – جانی گرین و راجر ایدنس - The Emperor Waltz – ویکتور یانگ - دزد دریایی – لنی هیتون - Romance on the High Seas – ری هایندورف - وقتی عزیزم به من لبخند می‌زند (فیلم) – آلفرد نیومن                          |
| جایزه اسکار بهترین ترانه | جایزه اسکار بهترین میکس صدا |
| - "Buttons and Bows" from The Paleface – Music and Lyric by جی لیوینگستون و ری اونز - "For Every Man There is a Woman" from Casbah – Music by هارولد آرلن; Lyric by لئو رابین - "It's Magic" from Romance on the High Seas – Music by جولی استاین; Lyric by سمی کان - "This is the Moment" from That Lady in Ermine – Music by فردریک هالندر; Lyric by لئو رابین - "The دارکوب زبله Song" from Wet Blanket Policy – Music and Lyric by Ramey Idriss و George Tibbles | - گودال مار – Thomas T. Moulton, 20th Century Fox Studio Sound Department - جانی بلیندا – نیتن لوینسون، وارنر برادرز - Moonrise – Daniel J. Bloomberg, رپابلیک پیکچرز                                                          |
| جایزه اسکار بهترین طراحی صحنه | جایزه اسکار بهترین طراحی صحنه |
| - هملت – Art Direction: راجر کی. فرس; Set Decoration: Carmen Dillon - جانی بلیندا – Art Direction: Robert M. Haas; Set Decoration: William O. Wallace | - کفش‌های قرمز – Art Direction: Hein Heckroth; Set Decoration: Arthur Lawson - ژاندارک – Art Direction: Richard Day; Set Decoration: Edwin Casey Roberts و Joseph Kish                                                          |
| جایزه اسکار بهترین فیلمبرداری | جایزه اسکار بهترین فیلمبرداری |
| - شهر عریان – ویلیام اچ. دانیلز - ماجرای خارجی – چارلز لنگ - به یاد می‌آورم مادر – نیکولاس موسوراکا - جانی بلیندا – تد مک‌کورد - Portrait of Jennie – جوزف اچ. آوگوست | - ژاندارک – جوزف ولنتاین، ویلیام وی. اسکال و وینتون هاچ - چمنزار سبز وایومینگ – چارلز جی. کلارک - The Loves of Carmen – William Snyder - سه تفنگدار – Robert Planck                                                            |
| جایزه اسکار بهترین طراحی لباس | جایزه اسکار بهترین طراحی لباس |
| - هملت – راجر کی. فرس - B.F.'s Daughter – Irene | - ژاندارک – دوروتی جیکنس و باربارا کارینسکا - The Emperor Waltz – ادیت هد و گایل استیل |
| جایزه اسکار بهترین تدوین | جایزه اسکار بهترین جلوه‌های تصویری |
| - شهر عریان – پل ودروکس - ژاندارک – Frank Sullivan - جانی بلیندا – دیوید ویسبارت - رودخانه سرخ – کریستین نایبی - کفش‌های قرمز – رجینالد میلز | - Portrait of Jennie – Paul Eagler, J. McMillan Johnson, Russell Shearman, Clarence Slifer, چارلز ال. فریمن و James G. Stewart - Deep Waters – رالف همرز, Fred Sersen, Edward Snyder and Roger Heman Sr                        |